# サンライズ・テクノロジー
株式会社サンライズ・テクノロジー（旧社名プライムシステム）は、ヘラクレスに上場（4830）していた企業である。上場当初はIT関連の企業だったが、末期は塗装・アスベスト処理・人材派遣など業種は多岐に渡っていた。投資家の間では上場企業として様々な「伝説」を作ったことでも有名である（詳細はサンライズ・テクノロジー伝説を参照）。

## 沿革
- 1991年5月 - 東京都大田区に株式会社プライムシステム開発設立。資本金1100万円。
- 2000年4月 - 日設テクニカを吸収合併し、社名を株式会社プライムシステムに変更。
- 2001年2月 - 大阪証券取引所ナスダック・ジャパン（現在のヘラクレス）上場。
- 2004年11月 - 現社名に変更。
- 2007年5月24日 - 6月25日付で上場廃止決定。

当初はIT関連企業としてシステムソリューションを中心に事業展開し、ITバブル期に他企業との合併・合弁企業設立など事業を拡大させていた。しかし株式上場期がITバブル崩壊期と重なったため、上場以降は不振となったIT事業に加えて、建材業や人材派遣、さらには自転車販売などにも進出するようになり、その活動は多岐に渡っている（投資家に対する株主優待も「外壁塗装工事の割引」等という、IT企業らしからぬ内容である）。

## サンライズ・テクノロジー伝説
サンライズ・テクノロジーは株式上場以降、株式市場において数々の伝説を作り、そのたびに投資家の間で大きな話題となった。

### 倒産でもないのに1円でも株を売れない
サンライズ・テクノロジーは2001年に上場してから毎年のように大規模な公募増資・第三者割当増資を行い、そのたびに一株あたりの価値希薄化によって株価が大きく下落していた。そして2003年8月から2004年3月にかけて合計60億円、2004年6月から9月にかけて合計80億円以上と、同社は立て続けに膨大な額の増資・転換社債発行を繰り返し、上場当初の発行済み株式数は約1000万株だったのが、2004年10月時点で発行済み株式数が約68億689万株と空前絶後の株式数となった（注：時価総額日本一のトヨタ自動車ですら発行済み株式数は約35億株）。そのため、2004年の年頭から半ばごろにかけてサンライズ・テクノロジー株は一株あたりの価値が極端に希薄となる事態が発生し、株価が連日のように1～2円の間に張り付くようになった。会社規模と時価総額および68億株という超大な株式数を考慮すると、株価1円でもまだ割高という見方があったため、時には倒産でもないのに株価1円でも取引が「売り気配」となり、サンライズ・テクノロジー株を売却したくてもできないという事態が発生することもあった。

### 割当価格1円で第三者増資
サンライズ・テクノロジーは2004年6月、突如として行使価格1円での第三者割当増資を発表した。割当対象はバイアウト・ファンドとして知られているロータス投資事業組合で、同時に新株予約権も発行した。1円での第三者割当は無論前代未聞の事態であり、同時に会社側が自ら「株価1円が妥当価格である」と宣言しているようなものでもあるため、投資家の間でも大きな話題となった（それでも新株発行数が膨大であったため、この増資でサンライズ・テクノロジーは数十億円の資金を調達している）。
　その後、サンライズ・テクノロジーはこの年の6月から10月にかけて計5回、株価1円での増資・債務株式化を行っており、のちに2007年の上場廃止決定後にも解散決議回避の目的で、再び2億4000万株という大量の新株予約権を実質1円で発行している。
　なお、この新規発行の転換社債は、「下方修正条項付き」の「転換価格修正条項付転換社債(MSCB)」であり、株価が下がった場合に株数が増えることで、価値を維持する仕組みを有していたため、出資者が損をすることがない株式であったことから、最終的に3日連続のストップ高によって、1株800円台まで株価が上昇するという大相場が後日形成される要因となった。

### システムトラブルを誘発
上記2つの事項が重なり、2004年の年頭から秋にかけてサンライズ・テクノロジーの株価は連日のように1～2円の間を往復するようになったため、「1円で株を買い2円で売れば、単純計算で株式投資額が倍になる」という事象に目をつけた個人投資家がこぞって「1円指値買い注文」と「2円指値売り注文」を大量に注文するようになった。このため、インターネット取引がまだ発展途上であった証券会社の中には、連日のように押し寄せる大量の注文件数に耐えられずサーバーがパンクする所が続出。遂にはサンライズ・テクノロジー株を上場している大阪証券取引所（大証）までもがシステムトラブルを起こし、大証のシステム不信という問題まで引き起こしてしまった（もっとも、先述したような「1円買い」「2円売り」の取引は、時には1円でも売却不能に陥ったほどの値動きだったため、収益を上げた投資家は限定的であった）。なお、後のいわゆるライブドア・ショック発生時に東京証券取引所がシステムトラブルを起こした際、大証はこのサンライズ・テクノロジーの事態を受けて約定可能件数増加などのシステム増強を事前に行っていたため、取引時間の中止・短縮を余儀なくされた東証に対し、大証はこれといったトラブルは起こらなかったという怪我の功名のようなエピソードもある。

### 株価1円でも倒産しない
サンライズ・テクノロジーは2004年初頭から株価併合するまでずっと株価は1円（たまに2円）だった。しかし、債務超過に陥っていても倒産という事態には至らなかった。これについては様々な憶測が流れたが、一説には東京証券取引所（東証）のシステム開発をしている東証コンピュータシステムの株式（64.5％）を、2002年2月に、株式会社東京証券取引所よりプライムシステム（注：サンライズ・テクノロジーの当時の社名）に対し譲渡していたためともいわれている。東証側の意図としては上場を見込んでというのがあったようだが、それゆえプライムシステムが倒産することは絶対にない（それはすなわち東証システムの大混乱を招くため）と言われ、これが1円で購入し2円で売り抜ける人間が後を絶たなかった理由の1つでもあるようだ。譲渡当時の株価は500円ぐらいだったが、それから2年も経てば1円張り付き状態であるような会社に対し、証券インフラの要とも言える会社をなぜ売却したのか、東証の責任を追及する声も多くあった。しかし、2004年9月30日、株式会社プライムシステムは東証コンピュータシステムの株式全株を富士ソフトABC株式会社（現富士ソフト）へ譲渡している。

### 株価約0.33円
上記のようにサンライズ・テクノロジー株を利用した個人投資家の投機的取引によってシステムトラブルを起こした大証は同年、「株式の1売買単位当たりの月間平均価格が10,000円未満で債務超過の企業は上場廃止」との新たな上場廃止基準を設け、市場のクールダウンを目論んだ。サンライズ・テクノロジーの場合は売買単位が1000株単位だったので「株価が10円を下回ると上場廃止」という事態になった。
このためサンライズ・テクノロジーは上場廃止を逃れるため、2004年11月、株式1000株を1株へ株式併合するという奇策に打って出た。理論上は1株あたりの価値が1000倍になるため、株価1円の株は併合後1000円程度になるはずだったが、同時に債務超過対策として転換社債を乱発していたことや上述のトラブルなどで同社株への不信感が投資家の間で広がっていたこと等があって、株式併合後サンライズ・テクノロジー株は連日のようにストップ安を繰り返し、結局寄り付いた株価は331円。旧株換算で株価約0.33円だった。それでも「株価10円以上」という基準はクリアできたことで上場維持には成功した。

### 株主優待に自転車
2006年4月、サンライズ・テクノロジーは「自転車を株主優待として提供する」と発表した。これは同社が丸石サイクルを子会社化したため。10万株（発表当時の株価で1000万円弱）保有している株主は最高で定価40万円相当の高級自転車が提供され、優待利回りとしては中々のものであったが、同年10月に丸石サイクル子会社との資本関係を解消したため、この優待はこのとき限りで終わりとなっている。

## 上場廃止
2007年5月24日、サンライズ・テクノロジーは大阪証券取引所からの発表で6月25日に上場廃止することが発表された。これは固定資産の売却などについて開示を行わなかったことによる適時開示規則違反で上場契約違反、上場廃止基準に該当したためである。この背景には、ライブドア事件以降顕著になった、投資家から新興市場への上場企業に対する不信感もあるが、サンライズ・テクノロジー自体が経営等の問題から監理ポストに長きに渡って割り当て続けられていたことなどが挙げられる。これに対しサンライズ・テクノロジーは「上場廃止意思表示の効力停止等仮処分命令申立」を裁判所に申請したが、大阪地裁において却下されている。その後、大阪高裁における即時抗告も棄却され、許可抗告も許可されなかった。またその後には最高裁においても特別抗告は棄却された。取引最終日の株価は1円であり、伝説を締めくくるに相応しい結末であった。

## 休眠会社へ
法人格は維持しているものの、上場廃止後株主総会が開かれた記録もなく、かつ代表者との連絡も取れない状態になっている。また主要事業もそのほとんどが売却され、公式サイトも閉鎖されたことで実態としては休眠状態にある。